# Lars Lennart Forsberg
Ej att förväxla med Lars Forsberg eller Lars Ragnar Forssberg.
Lars Lennart Forsberg, född 31 juli 1933 i Stockholm, död 3 januari 2012 i Ystad, var en svensk regissör, manusförfattare, kompositör och filmproducent. Hans karriär varade i över 50 år och han växlade mellan spelfilm och dokumentärer. Forsberg använde bägge sina förnamn i sitt professionella liv för att inte förväxlas med Lars Forsberg som också var filmare.

## Biografi
Lars Lennart Forsberg tilldelades en Guldbagge 1969 i kategorin bästa regi för debutfilmen Misshandlingen. Han fick även en Guldbagge år 2000 för dokumentärfilmen Min mamma hade fjorton barn som byggde på den egna familjens historia. Den mest omtalade av hans produktioner blev filmatiseringen av Stig "Slas" Claessons Vem älskar Yngve Frej? med Janne "Loffe" Carlsson i huvudrollen. Forsberg regisserade även SVT:s julkalender 1971, Broster, Broster!
Forsberg blev 2011 diagnosticerad med cancer men arbetade in i det sista med dokumentärfilmen Pensionärerna för SVT, med planerad visning under 2012.
Han var far till Ebba Forsberg, Agnes Lidbeck och Caspar Forsberg samt bror till Hertha Hillfon och Marianne Hall.

## Roller
- 2000 – Min mamma hade fjorton barn – berättare/intervjuare

## Regi
- 1964 – Samtal
- 1965 – Marknad
- 1969 – Misshandlingen
- 1970 – Inkräktaren
- 1971 – Broster Broster
- 1973 – Vem älskar Yngve Frej
- 1974 – Engeln (TV-serie)
- 1976 – På palmblad och rosor
- 1977 – Måndagarna med Fanny
- 1979 – Kristoffers hus
- 1981 – Hans Christian och sällskapet
- 1983 – Henrietta
- 1986 – Prästkappan (TV-serie)
- 1988 – Kråsnålen (TV-serie)
- 1991 – Struten och farmor och kulan i tornet (TV-serie)
- 1993 – Nästa man till rakning
- 2000 – Min mamma hade fjorton barn
- 2002 – Havet har inget minne
- 2005 – Störst av allt
- 2007 – Kyrie Eleison

## Manus
- 1970 – Inkräktaren
- 1976 – På palmblad och rosor
- 1977 – Måndagarna med Fanny
- 1979 – Kristoffers hus
- 1981 – Hans Christian och sällskapet
- 1981 – Tuppen
- 1983 – Henrietta
- 1986 – Hassel – Anmäld försvunnen
- 1986 – Prästkappan (TV-serie)
- 1988 – Kråsnålen (TV-serie)
- 2000 – Min mamma hade fjorton barn
- 2002 – Havet har inget minne
- 2005 – Störst av allt
- 2007 – Kyrie Eleison

## Producent
- 2005 - Störst av allt
- 2007 - Kyrie Eleison

## Foto
- 1969 - Misshandlingen
- 1970 - Inkräktaren
- 1988 - Kråsnålen
- 2002 - Havet har inget minne
- 2004 – Russelltribunalen
- 2005 - Störst av allt

## Filmmusik
- 1977 - Måndagarna med Fanny
- 1983 - Henrietta
- 1988 - Kråsnålen
- 2000 - Min mamma hade fjorton barn
- 2005 - Störst av allt